# The Phoenix (CKY)
The Phoenix è il quinto album in studio del gruppo alternative metal statunitense CKY, pubblicato nel 2017.

## Tracce
1. Replaceable – 3:10
2. Days of Self Destruction – 4:01
3. Unknown Enemy – 3:44
4. Head for a Breakdown – 4:20
5. The Other Ones – 3:15
6. Wiping Off the Dead – 3:59
7. Lies from You – 3:32
8. Better Than Get Even – 4:41

## Formazione

### Gruppo
- Chad I Ginsburg – voce, chitarra, sintetizzatore
- Jess Margera – batteria
- Matt Deis – basso, sintetizzatore

### Collaboratori
- Brent Hinds – chitarra in Days of Self Destruction